# 張其忠
張其忠（16世紀—17世紀），字伯藎，號獻宸，山東濟南府長清縣人，明朝政治人物。同进士出身。

## 生平
張其忠在萬曆十九年（1591年）與弟张其孝同中辛卯科山东乡试第十一名举人，二十三年（1595年）乙未科进士，兵部觀政，二十四年八月授大名府濬縣知縣，三十一年官至户部雲南司主事，三十三年江西监兑，遘疾而卒於夏鎮旅舍。

## 家族
曾祖张隆。祖父張應斗。父親張檢，庠生、贈漢中府知府。母李氏，封孺人。具庆下。舅父李良，嘉靖八年進士。
娶劉氏，贈孺人；继娶劉氏，封孺人。子肇胤、肇祚、肇亨。